# Andrius Pojavis

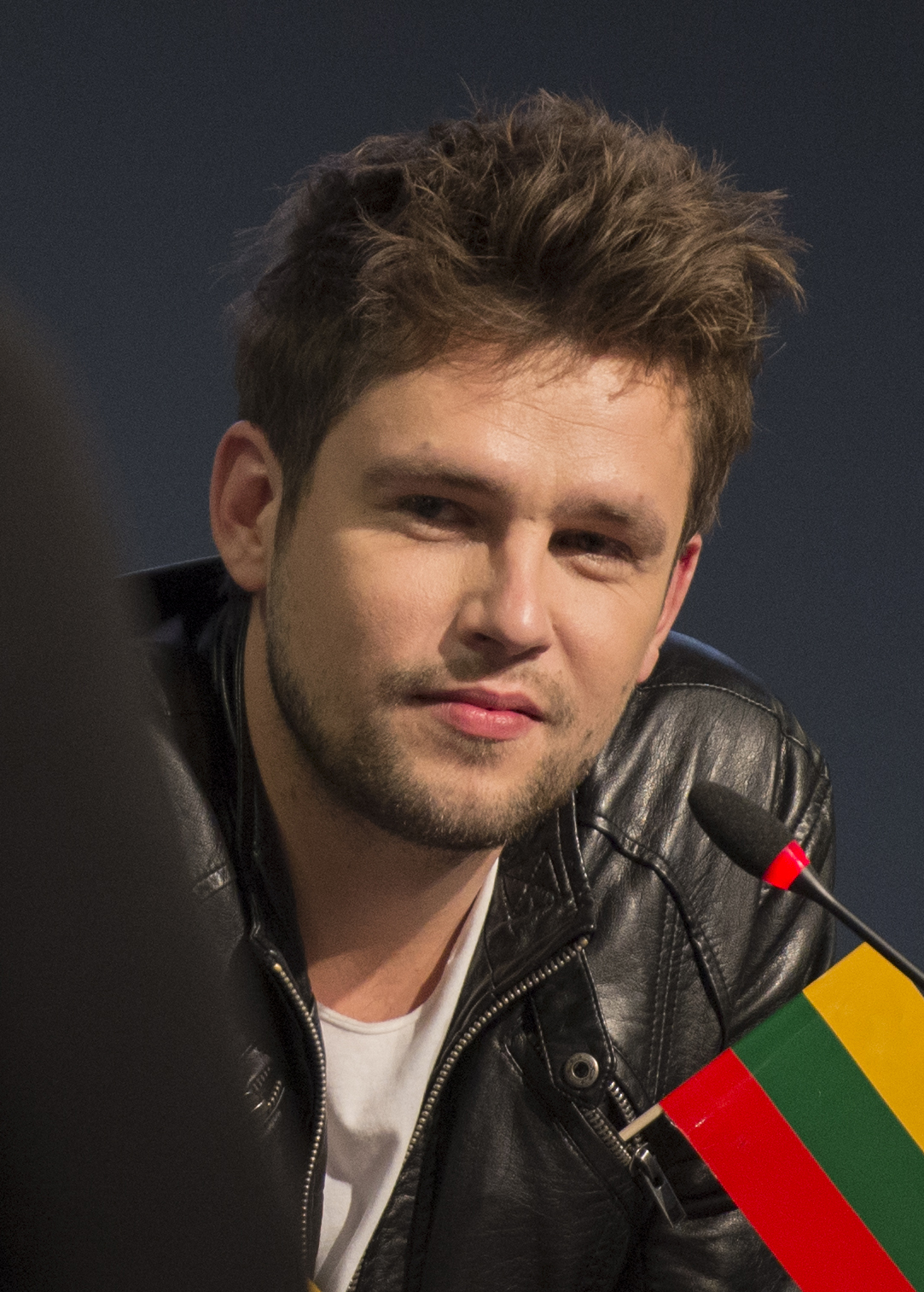
Andrius Pojavis (2013)

Andrius Pojavis (* 25. November 1983 in Jurbarkas, Litauische SSR, Sowjetunion) ist ein litauischer Popmusiker.

## Leben und Wirken
Sein Vater Petras Pojavis (Pajaujis) stammt aus Puńsk. Er spielte Harmonika in der Dorfkapelle.
Nach dem Abitur absolvierte Andrius das Bachelorstudium der Geschichte an der Litauischen Universität für Edukologie in Vilnius und wurde Lehrer. Er arbeitete dann ein Jahr von 2009 bis 2010 in der J. Baltrušaitis-Schule Skirsnemunė als Pädagoge.
In seiner Jugend sang er in der Band „Mis Sheep“ und dann bei „Hetero“. Im Jahr 2012 spielte er sein Debütalbum Aštuoni (dt. Acht) in Mailand ein. Die erste Single daraus, Traukiniai, war bereits ein kleiner Hit in seiner Heimat. Nachdem er die litauische Vorentscheidung zum Eurovision Song Contest 2013 gewonnen hatte, trat er in Malmö mit seinem selbstkomponierten Song Something an. Er erreichte das Finale und belegte schließlich Platz 22.
Pojavis ist mit Isabella Merola verheiratet, mit der er zwei Töchter hat. Die Familie lebt in Mailand, Italien.